# Valeri Tsepkalo
Valeri Víliamovich Tsepkalo (en ruso: Вале́рий Ви́льямович Цепка́ло, en bielorruso: Вале́рый Ві́льямавіч Цапка́ла, también escrito Цэпка́ла; Hrodno, 22 de febrero de 1965) es un político, diplomático, ejecutivo y empresario  bielorruso.

## Biografía
Es Doctor en Derecho Internacional por el Instituto Estatal de Relaciones Internacionales de Moscú.
Inició su carrera diplomática en 1991 en la Embajada soviética en Finlandia. Después de la disolución de la Unión Soviética, decidió regresar a Bielorrusia y, en 1992, ocupó un puesto en el Ministerio de Relaciones Exteriores de Bielorrusia. En 1993-1994 fue asesor de política exterior del presidente del Soviet Supremo Stanislav Shushkévich. Posteriormente se convirtió en asesor del Secretario Ejecutivo de la Comunidad de Estados Independientes.
Durante la campaña presidencial de 1994, Tsepkalo apoyó a Aleksandr Lukashenko.
Tras la victoria de Lukashenko, en 1994 fue nombrado Primer Viceministro de Relaciones Exteriores. De 1997 a 2002, se desempeñó como Embajador Extraordinario y Plenipotenciario de la República de Bielorrusia en los Estados Unidos y México. Al completar el servicio diplomático en los Estados Unidos, fue nombrado Asistente del Presidente de Bielorrusia en ciencia y tecnología.
Entre 2005 y 2017, fundó y dirigió el Parque de Altas Tecnologías de Bielorrusia, que se convirtió en el clúster de tecnologías de la información y la comunicación más grande de Europa Central y Oriental durante ese período. En aquellos años, adquirió una postura opositora al gobierno de Lukashenko.
También fue un experto gubernamental del Secretario General de la ONU en el campo de las tecnologías de la información y la comunicación.
En mayo de 2020, anunció que se postularía para las elecciones presidenciales. De las 160.000 firmas que presentó, sólo 75.000 fueron sido reconocidas como válidas por la Comisión Electoral Central y en consecuencia, su candidatura no fue aprobada por la Comisión Electoral.
 Tsepkalo anunció el 24 de julio que había huido a Moscú con sus hijos tras recibir información sobre los planes para su arresto por parte del gobierno.    La esposa de Tsepkalo, Veronika, decidió entonces sumarse a la campaña electoral de la candidata Svetlana Tijanóvskaya.
En octubre de 2022, el Ministerio del Interior de Bielorrusia reconoció a un grupo de ciudadanos unidos bajo el liderazgo de Valeri Tsepkalo, incluidos sus sitios web y páginas en las redes sociales, como grupo extremista.
El 7 de abril de 2023, Valeri Tsepkalo fue condenado en ausencia a 17 años de prisión por un tribunal en Bielorrusia.